# 계명호
계명호는 서울-부산 간을 운행하던 보급 열차의 이름이다.

## 역사
- 1974년 8월 15일 : 경부선 보급 열차로 영업 개시[1]
- 1980년대 : 보급 등급이 특급이나 보통으로 통폐합되며 폐지